# Jacek Otlewski
Jacek Józef Otlewski (ur. 11 września 1956 w Częstochowie) – polski biolog, specjalizujący się w chemii biofizycznej i enzymologii, nauczyciel akademicki, pierwszy dziekan Wydziału Biotechnologii Uniwersytetu Wrocławskiego w latach 2006–2012, członek rzeczywisty Polskiej Akademii Nauk.

## Życiorys
Urodził się 11 września 1956 roku w Częstochowie. Po skończeniu szkoły średniej i pomyślnie zdanym egzaminie maturalnym podjął studia biologiczne o specjalizacji biochemia na Wydziale Nauk Przyrodniczych Uniwersytetu Wrocławskiego, które ukończył z wyróżnieniem w 1980 roku. Następnie podjął pracę naukowo-dydaktyczną na macierzystej uczelni, uzyskując kolejno: w 1983 roku stopień naukowy doktora nauk biologicznych, w 1990 roku doktora habilitowanego, a w 1995 roku tytuł profesora jako najmłodszy profesor w naukach biologicznych w kraju. W 1999 roku otrzymał stanowisko profesora zwyczajnego.
Jest członkiem Prezydium Komitetu Biochemii i Biofizyki PAN i Komitetu Biotechnologii PAN, delegowanym jako przedstawiciel Polski do Międzynarodowej Unii Biochemii i Biologii Molekularnej. Pracuje w Sekcji Biotechnologii i Biologii Molekularnej KBN. Jest członkiem Rady Naukowej Instytutu Biochemii i Biofizyki PAN w Warszawie, Polskiego Towarzystwa Biochemicznego oraz The Protein Society. Otrzymał trzy nagród naukowych MEN oraz nagrody PAN. Po podziale Wydziału Nauk Przyrodniczych na trzy mniejsze jednostki został pierwszym dziekanem i organizatorem Wydziału Biotechnologii w 2006 roku.
Od 2007 roku jest doradcą marszałka województwa dolnośląskiego ds. nauki. Za swoją działalność naukowo-dydaktyczną był wielokrotnie nagradzanym, m.in. w 2001 roku Złotym Krzyżem Zasługi. W 2019 otrzymał Krzyż Kawalerski Order Odrodzenia Polski.

## Dorobek naukowy
Jego badania naukowe koncentrują się wokół zagadnień takich jak: inżynieria białka, chemia białka, oddziaływania białko-białko, stabilność i zwijanie białek, proteazy i ich inhibitory białkowe, projektowanie białek, selekcja wariantów białek z bibliotek prezentowanych na fagach, NMR i krystalografia białek. Wypromował do tej pory 33 doktorów. Do jego ważniejszych publikacji należą:
- Structure of Hisactophilin is Similar to Interleukin-lb and Fibroblast Growth Factor (współautorzy: J. Habazettl, D. Gondol, R. Wiltscheck, M. Schleicher, T.A. Holak), „Nature”, 359, 1992;
- Interscaffolding Additivity: Binding of P1 Variants of Bovine Pancreatic Trypsin Inhibitor to Four Serine Proteases (współautorzy: D. Krowarsch, M. Dadlez, O. Buczek, I. Krokoszyńska, A.O. Smalas), „Journal of Molecular Biology”, 289, 1999;
- Determination of a High Precision Structure of a Novel Protein Linum usitatissimum Trypsin Inhibitor (LUTI) Using Computer Aided Assignment of NOESY Crosspeaks (z T. Cierpickim), „Journal of Molecular Biology”, 302, 2000;
- DCX-Domain Tandems of Doublecortin and Doublecortin-like Kinase: Implications for Microtubule Regulation (współautorzy: M. H. Kim, T. Cierpicki, U. Derewenda, D. Krowarsch, Y. Feng, Y. Devedjiev, Y. Dauter, C. A. Walsh, J. H. Bushweller, Z. S. Derewenda), „Nature Structural & Molecular Biology”, 10, 2003;
- The Molecular Basis of RhoA Specificity in the Guanine Nucleotide Exchange Factor PDZ-RhoGEF (współautorzy: A. Oleksy, L. Opalinski, U. Derewenda, Z.S. Derewenda), „Journal of Biological Chemistry”, 281, 2006.